# São João de Ovar
São João de Ovar é uma vila portuguesa que foi sede da extinta Freguesia de São João do Município de Ovar, freguesia que tinha 13,94 km² de área e 6 255 habitantes (2011), e, assim, uma densidade populacional de 448,7 hab/km².
Esta freguesia, que havia sido criada em 1985, foi extinta em 2013, no âmbito de uma reforma administrativa nacional, tendo sido agregada às freguesias de Ovar, Arada e São Vicente de Pereira Jusã para formar uma nova freguesia denominada União das Freguesias de Ovar, São João, Arada e São Vicente de Pereira Jusã.
A povoação de São João de Ovar foi elevada à categoria de vila em 1997.

## População
| 1991  | 2001  | 2011  |
| 6.462 | 6.695 | 6.276 |

Freguesia criada pela Lei nº 85/85, de 4 de Outubro, com lugares desanexados da freguesia de Ovar

## Património
- Cruzeiro em frente da Capela de São Domingos, outros dois no lugar de Sobral e no lugar de São Donato
- Capelas de São Domingos, de Nossa Senhora da Ajuda, da Senhora das Alminhas e Nossa Senhora da Cardia
- Alto da Falperra